# Спален чувал
Спален чувал е вид походно одеяло, което се затваря с цип и се използва за спане и отдих при туризъм, алпинизъм и пътешествия.
Продава се в различни дължини и пълнеж и основната му функция е да осигури топло и удобно спане в полеви условия. Когато е сгънат, заема сравнително малка площ и се събира в специална чанта за пренасяне.
Основните видове са 2:
1. Тип одеяло – правоъгълен по форма, може да се разтегне и да се ползва като обикновено одеяло
2. Тип „мумия“ – има трапецовидна форма, а също така и качулка за главата. Използва се при по-сурово време, осигурява необходимата топлина и при ниски температури, но неговото изготвяне е доста по-трудно.